# Momisis pallida
Momisis pallida es una especie de escarabajo longicornio del género Momisis, tribu Astathini, subfamilia Lamiinae. Fue descrita científicamente por Vives & Heffern en 2016.
La especie se mantiene activa durante los meses de febrero, marzo y abril.

## Descripción
Mide 9,5-12 milímetros de longitud.

## Distribución
Se distribuye por Malasia (Borneo).